# Gran Premio del Portogallo 1989
Il Gran Premio del Portogallo 1989 fu la tredicesima gara della stagione 1989 del Campionato mondiale di Formula 1, disputata il 24 settembre sul Circuito di Estoril. La manifestazione vide la vittoria di Gerhard Berger su Ferrari, seguito da Alain Prost su McLaren - Honda e da Stefan Johansson su Onyx - Ford.

## Prima della gara
- La Tyrrell sostituì provvisoriamente Jean Alesi, impegnato nel Campionato di F3000, con Johnny Herbert.
- La Onyx rimpiazzò Bertrand Gachot con JJ Lehto dopo che il pilota belga si era espresso criticamente nei confronti della scuderia.

## Qualifiche
Senna conquistò la decima pole position stagionale, precedendo i due piloti della Ferrari Berger e Mansell ed il compagno di squadra Prost. Quinto si piazzò il sorprendente Martini, alla guida di una Minardi particolarmente competitiva grazie anche alle gomme Pirelli da qualifica; alle spalle dell'italiano si trovavano poi Patrese, Caffi, Boutsen, Perez-Sala e Brundle.

### Pre Qualifiche
| Pos                     | N° | Pilota             | Costruttore                  | Tempo        |
| ----------------------- | -- | ------------------ | ---------------------------- | ------------ |
| 1                       | 36 | Stefan Johansson   | Onyx - Ford                  | 1:18.623     |
| 2                       | 30 | Philippe Alliot    | Lola Larrousse - Lamborghini | 1:19.164     |
| 3                       | 31 | Roberto Moreno     | Coloni - Ford                | 1:19.780     |
| 4                       | 29 | Michele Alboreto   | Lola Larrousse - Lamborghini | 1:19.869     |
| Vetture non qualificate |    |                    |                              |              |
| NPQ                     | 37 | Jyrki Järvilehto   | Onyx - Ford                  | 1:20.880     |
| NPQ                     | 18 | Piercarlo Ghinzani | Osella - Ford                | 1:21.021     |
| NPQ                     | 33 | Oscar Larrauri     | EuroBrun - Judd              | 1:21.326     |
| NPQ                     | 40 | Gabriele Tarquini  | AGS - Ford                   | 1:21.881     |
| NPQ                     | 35 | Aguri Suzuki       | Zakspeed - Yamaha            | 1:24.116     |
| NPQ                     | 34 | Bernd Schneider    | Zakspeed - Yamaha            | 1:24.732     |
| NPQ                     | 32 | Enrico Bertaggia   | Coloni - Ford                | 1:28.526     |
| ES                      | 41 | Yannick Dalmas     | AGS - Ford                   | Squalificato |
| ES                      | 17 | Nicola Larini      | Osella - Ford                | Squalificato |

### Qualifiche
| Pos                     | N° | Pilota                | Costruttore                    | Q1       | Q2       | Distacco |
| ----------------------- | -- | --------------------- | ------------------------------ | -------- | -------- | -------- |
| 1                       | 1  | Ayrton Senna          | McLaren - Honda                | 1:15.496 | 1:15.468 |          |
| 2                       | 28 | Gerhard Berger        | Ferrari                        | 1:16.799 | 1:16.059 | +0.591   |
| 3                       | 27 | Nigel Mansell         | Ferrari                        | 1:17.387 | 1:16.193 | +0.725   |
| 4                       | 2  | Alain Prost           | McLaren - Honda                | 1:17.336 | 1:16.204 | +0.736   |
| 5                       | 23 | Pierluigi Martini     | Minardi - Ford                 | 1:16.938 | 1:17.161 | +1.470   |
| 6                       | 6  | Riccardo Patrese      | Williams - Renault             | 1:17.281 | 1:17.852 | +1.813   |
| 7                       | 21 | Alex Caffi            | Dallara Scuderia Italia - Ford | 1:18.623 | 1:17.661 | +2.193   |
| 8                       | 5  | Thierry Boutsen       | Williams - Renault             | 1:17.801 | 1:17.888 | +2.333   |
| 9                       | 24 | Luis Pérez-Sala       | Minardi - Ford                 | 1:17.844 | 1:18.305 | +2.376   |
| 10                      | 7  | Martin Brundle        | Brabham - Judd                 | 1:17.874 | 1:17.995 | +2.406   |
| 11                      | 8  | Stefano Modena        | Brabham - Judd                 | 1:18.589 | 1:18.093 | +2.625   |
| 12                      | 36 | Stefan Johansson      | Onyx - Ford                    | 1:19.281 | 1:18.105 | +2.637   |
| 13                      | 19 | Alessandro Nannini    | Benetton - Ford                | 1:18.115 | 1:18.359 | +2.647   |
| 14                      | 15 | Maurício Gugelmin     | March - Judd                   | 1:18.124 | 1:18.277 | +2.656   |
| 15                      | 31 | Roberto Moreno        | Coloni - Ford                  | 1:18.196 | 1:20.512 | +2.728   |
| 16                      | 20 | Emanuele Pirro        | Benetton - Ford                | 1:18.340 | 1:18.328 | +2.860   |
| 17                      | 30 | Philippe Alliot       | Lola Larrousse - Lamborghini   | 1:19.306 | 1:18.386 | +2.918   |
| 18                      | 3  | Jonathan Palmer       | Tyrrell - Ford                 | 1:19.172 | 1:18.404 | +2.936   |
| 19                      | 22 | Andrea De Cesaris     | Dallara Scuderia Italia - Ford | 1:18.442 | 1:18.511 | +2.974   |
| 20                      | 11 | Nelson Piquet         | Lotus - Judd                   | 1:18.482 | 1:18.682 | +3.014   |
| 21                      | 29 | Michele Alboreto      | Lola Larrousse - Lamborghini   | 1:18.563 | 1:18.846 | +3.095   |
| 22                      | 9  | Derek Warwick         | Arrows - Ford                  | 1:18.711 | 1:18.892 | +3.243   |
| 23                      | 25 | René Arnoux           | Ligier - Ford                  | 1:18.767 | 1:19.979 | +3.299   |
| 24                      | 16 | Ivan Capelli          | March - Judd                   | 1:19.079 | 1:18.785 | +3.317   |
| 25                      | 12 | Satoru Nakajima       | Lotus - Judd                   | 1:19.278 | 1:19.165 | +3.697   |
| 26                      | 10 | Eddie Cheever         | Arrows - Ford                  | 1:19.247 | 1:20.006 | +3.779   |
| Vetture non qualificate |    |                       |                                |          |          |          |
| NQ                      | 4  | Johnny Herbert        | Tyrrell - Ford                 | 1:19.515 | 1:19.264 | +3.796   |
| NQ                      | 26 | Olivier Grouillard    | Ligier - Ford                  | 1:19.605 | 1:19.436 | +3.968   |
| NQ                      | 39 | Pierre-Henri Raphanel | Rial - Ford                    | No tempo | 1:21.435 | +5.967   |
| NQ                      | 38 | Christian Danner      | Rial - Ford                    | 1:21.678 | 1:22.423 | +6.210   |

## Gara
Al via Berger scattò meglio di Senna, prendendo la testa della corsa. Otto tornate più tardi il brasiliano fu sopravanzato anche da Mansell che sorpassò il suo compagno di squadra al 24º passaggio, portandosi in prima posizione. Tuttavia, al cambio gomme, il pilota inglese arrivò lungo, mancando la postazione dei suoi meccanici: invece di uscire dalla corsia dei box per ripetere l'operazione nel giro seguente, Mansell decise di inserire la retromarcia cosa che gli costò un'immediata bandiera nera.
Nonostante la squalifica, Mansell, scivolato in terza posizione, proseguì imperterrito, ignorando sia gli avvisi via radio della Ferrari sia la bandiera nera che gli veniva esposta ad ogni passaggio sul rettilineo principale; giunto alle spalle di Senna, l'inglese tentò un sorpasso improbabile, mettendo fuori gara entrambi. Dopo il contatto, Ron Dennis si recò arrabbiatissimo da Cesare Fiorio, che non poté far altro che dargli ragione. Berger mantenne il comando fino al termine, vincendo la prima gara stagionale davanti a Prost che grazie al secondo posto aumentava ulteriormente il suo vantaggio in campionato. Terzo giunse il sorprendente Johansson che portò alla Onyx il primo e unico podio della sua storia chiudendo davanti a Nannini, Martini e Palmer.

### Post gara
Nel dopo gara, Mansell, convocato dai giudici, tentò di giustificare la sua deplorevole condotta asserendo di non essersi mai accorto della bandiera nera che gli venne esposta più volte; non creduto, in primis dal presidente della FISA Jean-Marie Balestre, subì una sanzione di $ 50.000 e l'esclusione dal successivo Gran Premio di Spagna.

### Classifica
| Pos    | N° | Pilota                | Costruttore                    | Giri | Tempo/Causa ritiro                                                                                        | Pos. Partenza | Punti |
| ------ | -- | --------------------- | ------------------------------ | ---- | --- | ------------- | ----- |
| 1      | 28 | Gerhard Berger        | Ferrari                        | 71   | 1:36:48.546                                                                                               | 2             | 9     |
| 2      | 2  | Alain Prost           | McLaren - Honda                | 71   | + 32.637                                                                                                  | 4             | 6     |
| 3      | 36 | Stefan Johansson      | Onyx - Ford                    | 71   | + 55.325                                                                                                  | 12            | 4     |
| 4      | 19 | Alessandro Nannini    | Benetton - Ford                | 71   | + 1:22.369                                                                                                | 13            | 3     |
| 5      | 23 | Pierluigi Martini     | Minardi - Ford                 | 70   | + 1 Giro                                                                                                  | 5             | 2     |
| 6      | 3  | Jonathan Palmer       | Tyrrell - Ford                 | 70   | + 1 Giro                                                                                                  | 18            | 1     |
| 7      | 12 | Satoru Nakajima       | Lotus - Judd                   | 70   | + 1 Giro                                                                                                  | 25            |       |
| 8      | 7  | Martin Brundle        | Brabham - Judd                 | 70   | + 1 Giro                                                                                                  | 10            |       |
| 9      | 30 | Philippe Alliot       | Lola Larrousse - Lamborghini   | 70   | + 1 Giro                                                                                                  | 17            |       |
| 10     | 15 | Maurício Gugelmin     | March - Judd                   | 69   | + 2 Giri                                                                                                  | 14            |       |
| 11     | 29 | Michele Alboreto      | Lola Larrousse - Lamborghini   | 69   | + 2 Giri                                                                                                  | 21            |       |
| 12     | 24 | Luis Pérez-Sala       | Minardi - Ford                 | 69   | + 2 Giri                                                                                                  | 9             |       |
| 13     | 25 | René Arnoux           | Ligier - Ford                  | 69   | + 2 Giri                                                                                                  | 23            |       |
| 14     | 8  | Stefano Modena        | Brabham - Judd                 | 69   | + 2 Giri                                                                                                  | 11            |       |
| Rit    | 6  | Riccardo Patrese      | Williams - Renault             | 60   | Problemi al surriscaldamento                                                                              | 6             |       |
| Rit    | 5  | Thierry Boutsen       | Williams - Renault             | 60   | Problemi al surriscaldamento                                                                              | 8             |       |
| Rit    | 1  | Ayrton Senna          | McLaren - Honda                | 48   | Collisione con N.Mansell                                                                                  | 1             |       |
| SQ+ESP | 27 | Nigel Mansell         | Ferrari                        | 48   | Squalificato ed espulso dalla gara per aver ignorato la bandiera nera mostratagli dagli ufficiali di gara | 3             |       |
| Rit    | 9  | Derek Warwick         | Arrows - Ford                  | 37   | Incidente                                                                                                 | 22            |       |
| Rit    | 11 | Nelson Piquet         | Lotus - Judd                   | 33   | Collisione con A.Caffi                                                                                    | 20            |       |
| Rit    | 21 | Alex Caffi            | Dallara Scuderia Italia - Ford | 33   | Collisione con N.Piquet                                                                                   | 7             |       |
| Rit    | 20 | Emanuele Pirro        | Benetton - Ford                | 29   | Problemi alle sospensioni posteriori                                                                      | 16            |       |
| Rit    | 16 | Ivan Capelli          | March - Judd                   | 25   | Motore | 24            |       |
| Rit    | 10 | Eddie Cheever         | Arrows - Ford                  | 24   | Testacoda                                                                                                 | 26            |       |
| Rit    | 22 | Andrea De Cesaris     | Dallara Scuderia Italia - Ford | 17   | Problemi all'impianto elettrico                                                                           | 19            |       |
| Rit    | 31 | Roberto Moreno        | Coloni - Ford                  | 11   | Problemi all'impianto elettrico                                                                           | 15            |       |
| NQ     | 4  | Johnny Herbert        | Tyrrell - Ford                 |      | |               |       |
| NQ     | 26 | Olivier Grouillard    | Ligier - Ford                  |      | |               |       |
| NQ     | 39 | Pierre-Henri Raphanel | Rial - Ford                    |      | |               |       |
| NQ     | 38 | Christian Danner      | Rial - Ford                    |      | |               |       |
| NPQ    | 37 | Jyrki Järvilehto      | Onyx - Ford                    |      | |               |       |
| NPQ    | 18 | Piercarlo Ghinzani    | Osella - Ford                  |      | |               |       |
| NPQ    | 33 | Oscar Larrauri        | EuroBrun - Judd                |      | |               |       |
| NPQ    | 40 | Gabriele Tarquini     | AGS - Ford                     |      | |               |       |
| NPQ    | 35 | Aguri Suzuki          | Zakspeed - Yamaha              |      | |               |       |
| NPQ    | 34 | Bernd Schneider       | Zakspeed - Yamaha              |      | |               |       |
| NPQ    | 32 | Enrico Bertaggia      | Coloni - Ford                  |      | |               |       |
| ES     | 41 | Yannick Dalmas        | AGS - Ford                     |      | |               |       |
| ES     | 17 | Nicola Larini         | Osella - Ford                  |      | |               |       |

## Classifiche

### Piloti
| Pos. | Pilota             | Punti   |
| ---- | ------------------ | ------- |
| 1    | Alain Prost        | 75 (77) |
| 2    | Ayrton Senna       | 51      |
| 3    | Nigel Mansell      | 38      |
| 4    | Riccardo Patrese   | 28      |
| 5    | Thierry Boutsen    | 24      |
| 6    | Alessandro Nannini | 17      |
| 7    | Gerhard Berger     | 15      |
| 8    | Nelson Piquet      | 9       |
| 9    | Michele Alboreto   | 6       |
| 10   | Eddie Cheever      | 6       |
| 11   | Derek Warwick      | 6       |
| 12   | Stefan Johansson   | 6       |
| 13   | Johnny Herbert     | 5       |
| 14   | Jean Alesi         | 5       |
| 15   | Maurício Gugelmin  | 4       |
| 16   | Stefano Modena     | 4       |
| 17   | Andrea De Cesaris  | 4       |
| 18   | Alex Caffi         | 4       |
| 19   | Pierluigi Martini  | 4       |
| 20   | Christian Danner   | 3       |
| 21   | René Arnoux        | 2       |
| 22   | Martin Brundle     | 2       |
| 23   | Jonathan Palmer    | 2       |
| 24   | Gabriele Tarquini  | 1       |
| 25   | Olivier Grouillard | 1       |
| 26   | Luis Pérez-Sala    | 1       |

### Costruttori
| Pos. | Team                           | Punti |
| ---- | ------------------------------ | ----- |
| 1    | McLaren - Honda                | 128   |
| 2    | Ferrari                        | 53    |
| 3    | Williams - Renault             | 52    |
| 4    | Benetton - Ford                | 22    |
| 5    | Tyrrell - Ford                 | 13    |
| 6    | Arrows - Ford                  | 12    |
| 7    | Lotus - Judd                   | 9     |
| 8    | Dallara Scuderia Italia - Ford | 8     |
| 9    | Brabham - Judd                 | 6     |
| 10   | Onyx - Ford                    | 6     |
| 11   | Minardi - Ford                 | 5     |
| 12   | March - Judd                   | 4     |
| 13   | Rial - Ford                    | 3     |
| 14   | Ligier - Ford                  | 3     |
| 15   | AGS - Ford                     | 1     |